# Karidugganahalli, Koratagere
Karidugganahalli là một làng thuộc tehsil Koratagere, huyện Tumkur, bang Karnataka, Ấn Độ.